# Bayadera continentalis
Bayadera continentalis – gatunek ważki z rodziny Euphaeidae.